# Zelenikovo (Macedonia del Nord)
Zelenikovo (in macedone Зелениково?) è un comune urbano della Repubblica di Macedonia. Il comune confina con Studeničani a ovest, Petrovec a nord-est, Čaška a sud e Veles a sud-est.

## Società

### Evoluzione demografica
Secondo il censimento nazionale del 2002, Zelenikovo conta 4 077 abitanti. I principali gruppi etnici sono:
| Etnia    | Popolazione | Percentuale |
| -------- | ----------- | ----------- |
| Macedoni | 2 522       | 61.9%       |
| Albanesi | 1 206       | 29.6%       |
| Bosniaci | 191         | 4.7%        |

## Elenco località
Il comune è formato dalle seguenti località:
- Vražale (Вражале)
- Gradovci (Градовци)
- Gumalevo (Гумалево)
- Dejkovec (Дејковец)
- Dobrino (Добрино)
- Smesnica (Смесница)
- Orešani (Орешани)
- Pakoševo (Пакошево)
- Paligrad (Палиград)
- Novo Selo (Zelenikovo)(Ново Село)
- Strahodjadica (Страхојадица)
- Taor (Таор)
- Tisovica (Тисовица)
- Zelenikovo (Зелениково), sede della municipalità